# Biara
Biara (Rhaphiodon vulpinus) là một loài cá trong họ Cynodontidae. Nó thuộc về chi đơn loài Rhaphiodon. Nó cũng là một cá nổi và cá nước ngọt. Nó được tìm thấy ở nhiều sông nước ngọt Nam Mỹ, và được biết đến với răng miệng thêm dài của nó.